# Tozanlıfındıcak, Reşadiye
Tozanlıfındıcak là một xã thuộc huyện Reşadiye, tỉnh Tokat, Thổ Nhĩ Kỳ. Dân số thời điểm năm 2011 là 190 người.